# Велтистов Євген Серафимович
Велти́стов Євге́н Серафи́мович (рос. Евгений Серафимович Велтистов; *21 липня 1934, Москва — 1 вересня 1989, Москва) — російський радянський письменник і сценарист.

## Біографія та творчість
Народився в Москві, закінчив факультет журналістики МДУ, працював у пресі, в апараті ЦК КПРС. Друкуватися почав з кінця 1950-х. Член СП СРСР (1966). Лауреат Державної премії СРСР (1982) за сценарій багатосерійного телефільму «Пригоди Електроніка».
Нагороджений орденами «Дружби народів» і «Знак Пошани». Перша науково-фантастична публікація — повість «Пригоди на дні моря» (1960).
Популярність Велтистову, провідному авторові радянської дитячої наукової фантастики, приніс цикл творів про хлопчика-андроїда Електроніка, копії школяра Сироїжкіна — «Електронік — хлопчик з валізи. Повість-фантазія» (1964), «Рессі — невловимий друг» (1970, 1971), «Переможець неможливого» (1975), «Нові пригоди Електроніка» (1988); по перших двох повістях знятий популярний телефільм.
Серед інших творів Велтистова, що мають відношення до наукової фантастики, — повість про безвихідь, до якої призводить казкове «виконання бажань», «Гумгамір» (1970); а також збірка повістей-казок — «Мільйон і один день канікул» (1979), «Класні і позакласні пригоди незвичайних першокласників» (1985).
До наукової фантастики Велтистова «для дорослих» належать: повість про близьке майбутнє — «Ковток Сонця. Записки програміста Марта Снєгова» (1967), у якій розповідається про прибуття в Сонячну систему інопланетного зорельота, керованого комп'ютером, а також роман «Ноктюрн порожнечі» (1988), що описує змову «імперіалістів», що загрожу людству кліматичною війною; раніше опублікований разом із попередньою повістю в одному томі — збірці «Ноктюрн порожнечі. Ковток сонця» (1982).

## Українські переклади
Українською мовою перекладено повість «Мільйон і один день канікул». Переклад здійснено Дмитром Олександренком. Також перекладено і видано 1988 році видавництвом «Радянська школа» повість «Пригоди електроніка». Переклад здійснено Миколою Видишем.